# روث گتز
روث گِـتز (انگلیسی: Ruth Goetz؛ ‏ ۱۲ ژانویهٔ ۱۹۱۲ – ۱۲ اکتبر ۲۰۰۱) یک نمایشنامه‌نویس و فیلم‌نامه‌نویس اهل ایالات متحده آمریکا بود.
وی مدتی زیر نظر نورمن بل گدس به یادگیری طراحی صحنه پرداخت و سپس به‌عنوان طراح لباس مشغول به کار شد. او مدتی هم در موزه هنر مدرن کار می‌کرد. روث در ۱۱ اکتبر ۱۹۳۲ با همسرش آگاستس گتز که در آن هنگام کارگزار بورس و دلال سهام بود، ازدواج کرد.
وی نمایش‌نامهٔ وارثه را با اقتباس از رمان واشینگتن اسکوئر اثرِ هنری جیمز به رشتهٔ تحریر درآورد. او همچنین اقتباس‌های تئاتری دیگری از آندره ژید، زوئی آکینس و تئودور درایزر را بازنویسی کرده و به روی صحنه برده‌است.
از جمله آثاری که وی در ساخت آن‌ها نقش داشته است، می‌توان به وارثه، کری، راپسودی و عشق بازیگری اشاره کرد.